# Виключне або (логічний вентиль)
Виключне АБО (англ. eXclusive OR, XOR) — логічний вентиль, який реалізує операцію виключна диз'юнкція або, що те ж саме, логічна еквівалентність з інверсією результату. Активний сигнал («логічна 1», «істина») на виході цього вентиля присутній тоді, коли активний сигнал присутній на одному і лише на одному із входів. Якщо ж на обох входах присутні пасивні сигнали («логічний 0», «хиба») або активний сигнал присутній більше, ніж на одному вході, на виході сигнал пасивний.
В нотації алгебри логіки дія цього вентиля записується формулою:
{\displaystyle Y=A\oplus B}

## Умовні позначення
Існує два основних умовних графічних позначення вентиля Виключне АБО на принципових схемах, описані в стандартах IEC 60617-12:1997 і ANSI 91-1984. Стандарт DIN 40700 застарів, але описані в ньому символи досі зустрічаються у схемах. Позначення логічних вентилів згідно ДСТУ ГОСТ 2.743-91 «Позначення умовні графічні в схемах. Елементи цифрової техніки» (частина ЄСКД) мають незначні відмінності від стандарту IEC 60617-12.
| IEC 60617-12:1997 | ANSI 91-1984 | DIN 40700 (до 1976) |
| ----------------- | ------------ | ------------------- |
|                   |              | або                 |

## Реалізація

### Релейно-контактні схеми
Релейно-контактна логіка здійснює операції шляхом формування за допомогою контактів перемикачів або реле кіл для протікання електричного струму, який, у свою чергу, активує наступні реле або живить виходи схеми.

Реалізація логіки Виключне АБО контактами реле

Для реалізації функції XOR використовуються як нормально-розімкнені, так і нормально-замкнені контакти реле. Різнотипні контакти обох реле з'єднуються послідовно і два таких ланцюги з'єднуються паралельно. Таким чином, при неактивних реле струм не проходить. Якщо активується будь-яке одне реле, то струм проходить через його нормально-розімкнений контакт і через нормально-замкнений контакт іншого реле. Якщо активувати обидва реле, то знову кожна з паралельних гілок не проводитиме струм. Отже, напруга на виході з'явиться тоді і лише тоді, коли активоване одне реле (стан реле різний, не-еквівалентний).

### Напівпровідникові схеми

Реалізація в технології КМОН
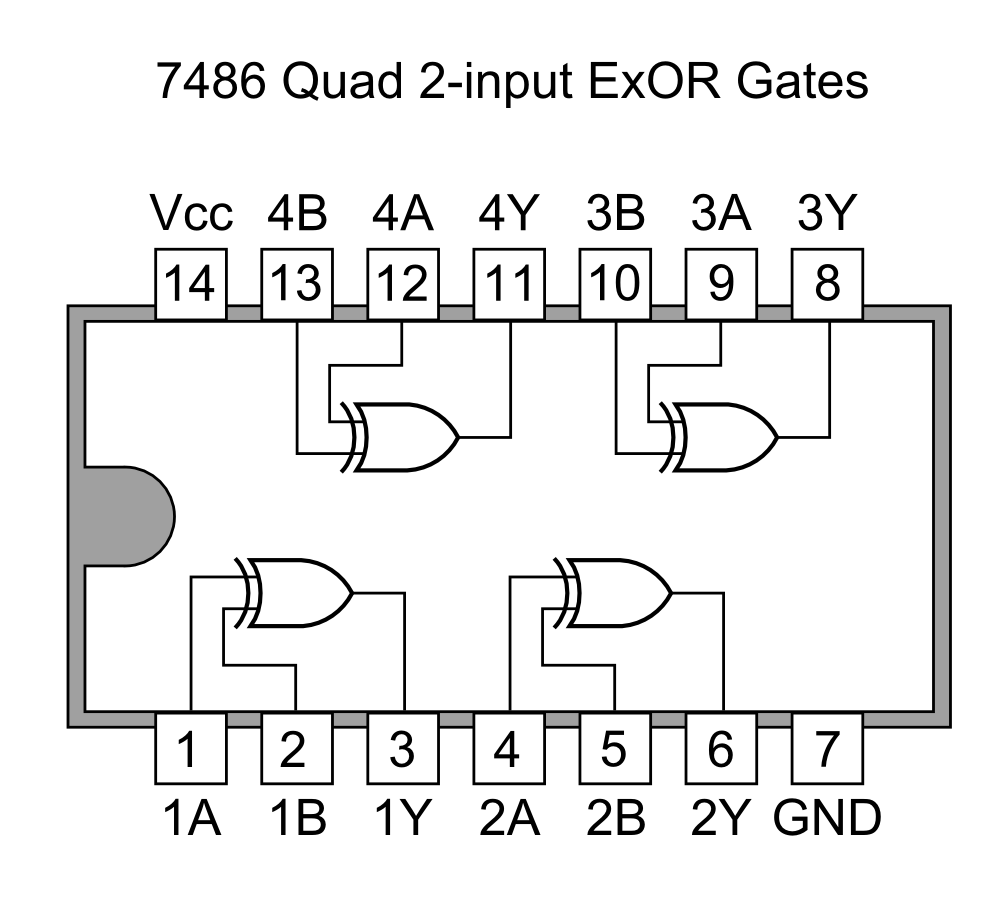
Чотири вентиля Виключне АБО в корпусі мікросхеми 7486 (ТТЛ)